# Фронт за лінією фронту
«Фронт за лінією фронту» (рос. «Фронт за линией фронта») — радянський двосерійний художній фільм про Німецько-радянську війну, знятий за мотивами документального роману Семена Цвігуна «Ми повернемося!». Другий фільм трилогії про партизанів і військових розвідників — «Фронт без флангів» (1975), «Фронт за лінією фронту» (1977) і «Фронт в тилу ворога» (1981).

## Сюжет
Двосерійний фільм продовжує розповідь фільму «Фронт без флангів», дія відбувається взимку 1943 — на початку 1944 року. Загін на чолі з досвідченим чекістом майором Іваном Петровичем Млинським успішно бореться в Чорних лісах з гестапівськими карателями і з регулярними частинами гітлерівської армії. На Велику землю йдуть цінні розвіддані.

## У ролях
- В'ячеслав Тихонов —  майор, пізніше полковник Іван Петрович Млинський
- Іван Лапиков —  Єрофеїч
- Євген Матвєєв —  секретар обкому Микола Васильович Семиренко
- Галина Польських — медсестра Зіна
- Валерія Заклунна — лікар Ірина Петрівна
- Олег Жаков —  дід Матвій Єгорович
- Іван Переверзєв —  отець Павло
- Юрій Толубєєв —  доктор Андрій Андрійович Бєляєв
- Гірт Яковлєв —  Цвюнше
- Ігор Ледогоров —  він же німецький офіцер Райснер, радянський розвідник Андрій Афанасьєв
- Георгій Ніколаєнко —  лейтенант Леонід Горшков
- Маті Клоорен —  Штурмбанфюрер, він же Григор'єв, німецький розвідник Рудольф Занг
- Михайло Жарковський —  Гауптштурмфюрер, він же «Високий», німецький розвідник Кляйн
- Олександр Романцов —  Алік-Аллерт
- Афанасій Кочетков —  колишній шкільний завгосп, зрадник Батьківщини Герасим Лук'янович Павлушкин
- Марина Дюжева —  вчителька з Новгорода
- Світлана Суховєй —  дружина Семена, радистка Наталія Бондаренко
- Тетяна Божок —  Маша
- Тофік Мірзоєв —  комісар Гасан Алієвич Алієв
- Віктор Шульгін —  начальник штабу Віктор Сергійович Хват
- Євген Шутов —  Охрім Шміль
- Анатолій Соловйов —  Захар
- Майя Булгакова —  дружина Лосьонка
- Ніна Меньшикова —  Дружина Павлушкина
- Андро Кобаладзе — Йосип Віссаріонович Сталін
- Володимир Самойлов —  Єрмолаєв
- Владислав Стржельчик —  Олексій Інокентійович Антонов
- Петро Чернов —  генерал в штабі Єрмолаєва
- Анвар Боранбаєв —  Бейсембаєв
- Євген Леонов —  Бондаренко Семен
- Олександр Лук'янов —  матрос Андрій Лук'янов
- Микола Поліщук —  матрос Сашка
- Ігор Ясулович —  німець
- Борис Юрченко —  Юрченко
- Олексій Горячев —  Костя
- Юра Касаткін —  онук Матвія Єгоровича, Альоша
- Лев Поляков —  німецький підполковник Фрідріх фон Бютцов
- Ервін Кнаусмюллер —  генерал Шварценберг
- Роман Хомятов —  розвідник з центру, що пошкодив ногу під час висадки з парашутом
- Ігор Безяєв —  дяк Мефодій
- Шота Мшвенієрадзе —  партизан Бакир
- Віктор Косих —  солдат
- Степан Крилов —  літній партизан
- Олександр Лебедєв —  партизан Сокирка
- Іван Косих —  партизан Морозов
- Світлана Коновалова —  сільська жінка
- Любов Калюжна —  сільська жінка
- Дмитро Орловський —  «Трофімич», Солодов
- Володимир Приходько —  господар антикварного магазину
- Георгій Светлані —  дідусь
- Володимир Шакало —  бородатий партизан із загону «За Батьківщину»
- Сергій Юртайкин —  партизан із загону «За Батьківщину»
- Олександр Пятков —  партизанський командир із загону «За Батьківщину»
- Ігор Класс —  начальник КПП
- Ян Янакієв —  Вальтер

## Знімальна група
- Автор сценарію:  Семен Цвігун
- Режисер:  Ігор Гостєв
- Оператор:  Олександр Харитонов
- Художники-постановники:
  -  Василь Голіков
  -  Олександр Самулекін
- Композитор:  Веніамін Баснер
- Тексти пісень:  Михайло Матусовський
- Звукорежисер:  Леонід Булгаков
- Диригент:  Емін Хачатурян
- Художник по костюмах: Тамара Каспарова
- Директор картини:  Борис Кріштул